# Magong
Die Stadt Magong oder Makung (chinesisch 馬公市 / 马公市, Pinyin Mǎgōng Shì, Tongyong Pinyin Mǎgong Shìh, W.-G. Ma-kung Shih, Pe̍h-ōe-jī Má-keng-chhī) ist die Hauptstadt der zur Republik China auf Taiwan gehörenden Penghu-Inseln (Pescadoren). Sie hatte im Jahr 2018 etwa 62.000 Einwohner und beherbergt somit deutlich über die Hälfte der Bevölkerung der Inselgruppe, die etwa 60 km vor der Westküste Taiwans in der Taiwanstraße liegt.

## Geschichte
Der Tianhou-Tempel in Magong ist der älteste Mazu-Tempel Taiwans. Der ursprüngliche Ortsname war eigentlich Magong (媽宮 ‚Mazu-Palast; Mazu-Tempelhalle‘), wurde aber 1921 während der japanischen Herrschaft zu dem heutigen, homophon lautendem Magong (馬公 ‚Fürst Ma‘) geändert, wobei das Zeichen ma allgemein auch Pferd (馬) bedeutet. Nach Übergabe Taiwans an die Republik China im Jahr 1945 erhielt der Ort den Status einer Stadtgemeinde (鎮,  Zhèn) und am 25. Dezember 1981 den Status einer Stadt (市,  Shì).
Magong verfügt über einen nationalen Flughafen.

Lage von Magong auf den Penghu-Inseln

## Administration
Die Stadt Magong ist in 33 Stadtteile (里,  Lǐ – „kleines Dorf, Siedlung“) untergliedert:
- Anshan (案山里)
- Anzhe (安宅里)
- Caiyuan (菜園里)
- Chang’an (長安里)
- Chaoyang (朝陽里)
- Chongguang (重光里)
- Chongqing (重慶里)
- Dongwei (東衛里)
- Dongwen (東文里)
- Fenggui (風櫃里)
- Fujing (虎井里)
- Fuxing (復興里)
- Guangfu (光復里)
- Guanghua (光華里)
- Guangming (光明里)
- Guangrong (光榮里)
- Jing’an (井垵里)
- Qianliao (前寮里)
- Qiming (啟明里)
- Shanshui (山水里)
- Shili (嵵裡里)
- Shiquan (石泉里)
- Suogang (鎖港里)
- Tiexian (鐵線里)
- Tongpan (桶盤里)
- Wude (五德里)
- Wukan (烏崁里)
- Xingren (興仁里)
- Xiwei (西衛里)
- Xiwen (西文里)
- Yangming (陽明里)
- Zhongxing (中興里)
- Zhongyang (中央里)